# Grafschaft Auvergne
Die Grafschaft Auvergne ist eine der ältesten Herrschaften in Frankreich, die in ihren Grundzügen bereits in spätrömischer Zeit bestand. Unter den Merowingern führten die Grafen zeitweise den Titel eines Herzogs.
Die Familie der Grafen von Auvergne regierte das Land seit dem 10. Jahrhundert. Um 1155 kam es nach dem Tod des Grafen Robert III. († wohl 1145) innerhalb der Familie zur Krise. Die Grafschaft erbte Roberts Sohn Wilhelm VII., doch nutzte sein Onkel Wilhelm, Graf von Velay, die Teilnahme des jungen Grafen am Zweiten Kreuzzug (1147–1149) aus, um sich fast die gesamte Auvergne anzueignen, und dem abwesenden Erben lediglich einige Herrschaften zu lassen, die seine Nachfolger dann als Dauphin von Auvergne (die Mutter Wilhelms VII. stammte aus der Familie der Dauphin von Viennois) regierten.
Da Graf und Dauphin Parteigänger der Plantagenet waren, besetzte der französischen König Philipp August 1195 einen Teil der Auvergne (darunter auch die Hauptstadt Riom) und fügte sie 1213 als Terre d‘Auvergne der Domaine royal zu. Nach einer erneuten Intervention des Königs, hervorgerufen durch eine Auseinandersetzung zwischen Graf Guido II. und dem Klerus des Landes, wurde die gesamte Grafschaft beschlagnahmt und in die Domaine royal eingegliedert.
1241 wurde eine neue Grafschaft Auvergne, wesentlich kleiner als die alte Grafschaft, errichtet und dem Sohn Guidos II., Wilhelm X. gegeben. Das Land blieb in der Familie bis zum Tod der Marie de Montgascon (1437), durch die die Grafschaft Auvergne an die Familie La Tour kam, die sich später La Tour d’Auvergne nannte. Katharina von Medici, der Erbin der La Tour d’Auvergne und Ehefrau des Königs Heinrich II., brachte die Grafschaft Auvergne dann in den Besitz der königlichen Familie.
1651 wurde das Land dann noch einmal vergeben, und zwar an Frédéric-Maurice de La Tour d’Auvergne, duc de Bouillon, der die Auvergne und Albret im Tausch gegen die strategisch wesentlich wichtigeren Sedan und Raucourt erhielt. Dessen Nachkommen wurden während der Französischen Revolution abgesetzt.
Die Terre d’Auvergne wurde im Jahr 1360 von König Johann II. für seinen Sohn Johann zum Herzogtum Auvergne erhoben, so dass ab jetzt eine konkurrierende Herrschaft gleichen Namens bestand, die innerhalb der königlichen Familie vergeben wurde.